# Nakanoshima Kin’ichi
Nakanoshima Kin’ichi (japanisch 中能島 欣一; * 16. Dezember 1904; † 19. März 1984) war ein japanischer Komponist und Musiker und Koto-Lehrer.

## Leben und Wirken
Nakanoshima Kin’ichis Vater war Shakuhachi-Spieler, der seinerseits der älteste Sohn des Koto-Spielers Nakanoshima Shōsei (1838–1894) war. Kin’ichi erhielt seinen ersten musikalischen Unterricht von seiner Mutter, die starb, als er zehn Jahre alt war. Nachdem er Koto, Nagauta und Itchū-bushi unter verschiedenen Lehrern studiert hatte, wurde er Leiter der Nakanoshima-Schule. 1937 nahm er seine Arbeit an der „Musikschule Tōkyō“, die spätere Fakultät für Musik der Universität der Künste Tokio auf, und bildete ab 1950 als Professor dort viele Schüler aus. Die Universität verabschiedete ihn 1970 als Meiyo Kyōju. Besonders bekannt ist er als Virtuose auf der Koto, dem Sankyoku und der Shakuhachi.
Nakanoshima begann in den 1930er Jahren zu komponieren und schuf eine große Anzahl Werken. Repräsentative Beispiele sind seine Koto-Solo-Komposition „Mittsu no danshō“ (三つの断章) aus dem Jahr 1942 und das Shamisen-Solo „Banchikishō“ (盤渉調) 1941.
1959 erhielt Nakanoshima den „National-Arts-Festival-Preis“ des Kultusministeriums (芸術祭文部大臣賞, Geijutsusai Mombudaijin shō). 1961 wurde er Mitglied der Akademie der Künste und 1966 als „Wichtiger Bewahrer eines immateriellen Kulturgutes“ (重要無形文化財保持者, Juyō mukei bunkazai hojisha) ausgezeichnet. 1983 wurde er als Person mit besonderen kulturellen Verdiensten geehrt.